# Акмолинский областной съезд казахов
Акмолинский областной съезд казахов (каз. Ақмола облыстық қазақ съезі) проходил с 25 апреля по 7 мая 1917 года в Омске. Участвовало 250 представителей из городов Акмолинск, Атбасар, Кокчетав, Омск и Петропавловск. Специально был приглашен из Оренбурга Миржакип Дулатов. В президиум были избраны: А. Турлыбаев (председатель), Е. Итбаев и М. Дулатов (заместитель председателя), М. Саматов, А. Сеитов, Е. Токабаев (секретари). В повестку дня вынесено 17 вопросов, касающихся государственного строя, создания казахских земских комитетов, религии, земли, образования, судебного дела, Учредительного собрания, проблемы войны и положения женщин. Делегатом на всероссийский съезд мусульман в мае 1917 избран М. Жумабаев. На съезде был создан казахский комитет из 10 человек: Айдарбек Турлыбаев (председатель), Сеилбек Жанайдаров (заместитель председателя), члены — Асылбек Септов, Казы Турсунов, Ермухамед Токбаев, Торебай Нуралин, Садуакас Жантасов, Еркосай Мукушев, Байсеит Адилов, Магжан Жумабаев.